# 2. brigada divizije »Venezia«
Za druge 2. brigade glejte 2. brigada.
2. brigada divizije »Venezia«  je bila brigada v sestavi Narodnoosvobodilne vojske in partizanskih odredov Jugoslavije in ki je delovala med drugo svetovno vojno na področju Kraljevine Jugoslavije.